# Bayley & Sasha Banks
Bayley & Sasha Banks, note anche come Boss 'n' Hug Connection è stato un tag team di wrestling attivo in WWE tra il 2016 e il 2020, formato da Bayley e Sasha Banks.
Hanno detenuto due volte il Women's Tag Team Championship, di cui sono state le campionesse inaugurali.

## Storia
Il duo ha avuto origine dopo vari litigi e attacchi tra Sasha e Bayley. Infatti, il general manager di Raw, Kurt Angle, le ha obbligate a sostenere delle sedute di gestione della rabbia, riscuotendo scarso successo. Di conseguenza il GM le ha costrette a combattere sul ring insieme e, da quel momento, sono tornate ad essere le amiche di un tempo.
La coppia ha debuttato nella puntata di Raw del 30 luglio contro Liv Morgan e Sarah Logan, sconfiggendole. Nella puntata di Raw del 6 agosto sono state sconfitte da Sarah Logan e Liv Morgan della Riott Squad, grazie all'interferenza della rientrante Ruby Riott. Il 17 febbraio, a Elimination Chamber hanno sconfitto Carmella e Naomi, The IIconics, Mandy Rose e Sonya Deville, Nia Jax e Tamina e Liv Morgan e Sarah Logan nell'Elimination Chamber match diventando le prime detentrici del WWE Women's Tag Team Championship. Il 10 marzo, a Fastlane, hanno difeso con successo i titoli contro Nia Jax e Tamina.
Il 7 aprile a WrestleMania 35 hanno perso i titoli di coppia a favore delle The IIconics, in un match che comprendeva anche le The Divas of Doom e il duo composto da Nia Jax e Tamina.
Nella puntata di SmackDown del 16 aprile, Bayley per effetto dello Shake-up è stata spostata nel roster blu, mentre Sasha Banks è rimasta a Raw.
Il duo si scioglie quando nella puntata di SmackDown del 4 settembre 2020, a seguito del rematch per il titolo contro Nia Jax e Shayna Baszler concluso con una sconfitta delle due, Bayley attacca brutalmente Banks causandole un grave infortunio e sancendo così la fine della loro amicizia e alleanza.

## Nel wrestling

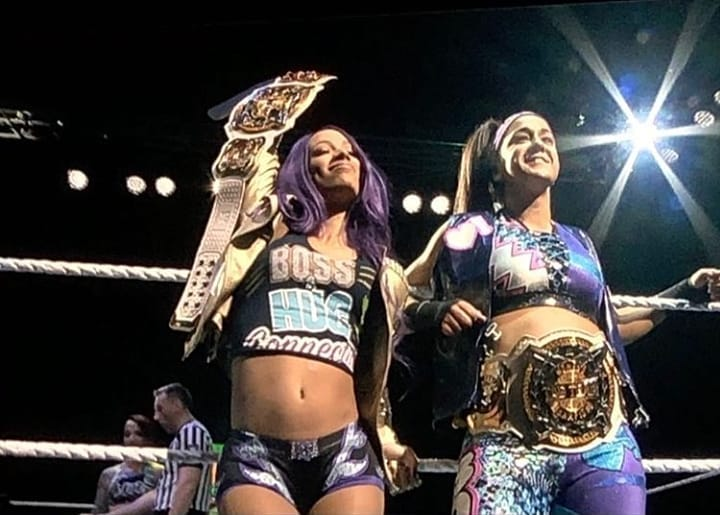
Sasha Banks & Bayley come Women's Tag Team Champions

## Titoli e riconoscimenti
- WWE
  - WWE Women's Tag Team Championship (2)